# Luise Münch
Luise Münch (10 de marzo de 1999) es una deportista alemana que compite en remo. Ganó una medalla de plata en el Campeonato Mundial de Remo de 2023, en la prueba de dos sin timonel ligero.

## Palmarés internacional
| Campeonato Mundial | Campeonato Mundial | Campeonato Mundial | Campeonato Mundial     |
| Año                | Lugar              | Medalla            | Prueba                 |
| ------------------ | ------------------ | ------------------ | ---------------------- |
| 2023               | Belgrado (Serbia)  | Medalla de plata   | Dos sin timonel ligero |